# Andréa Dutra

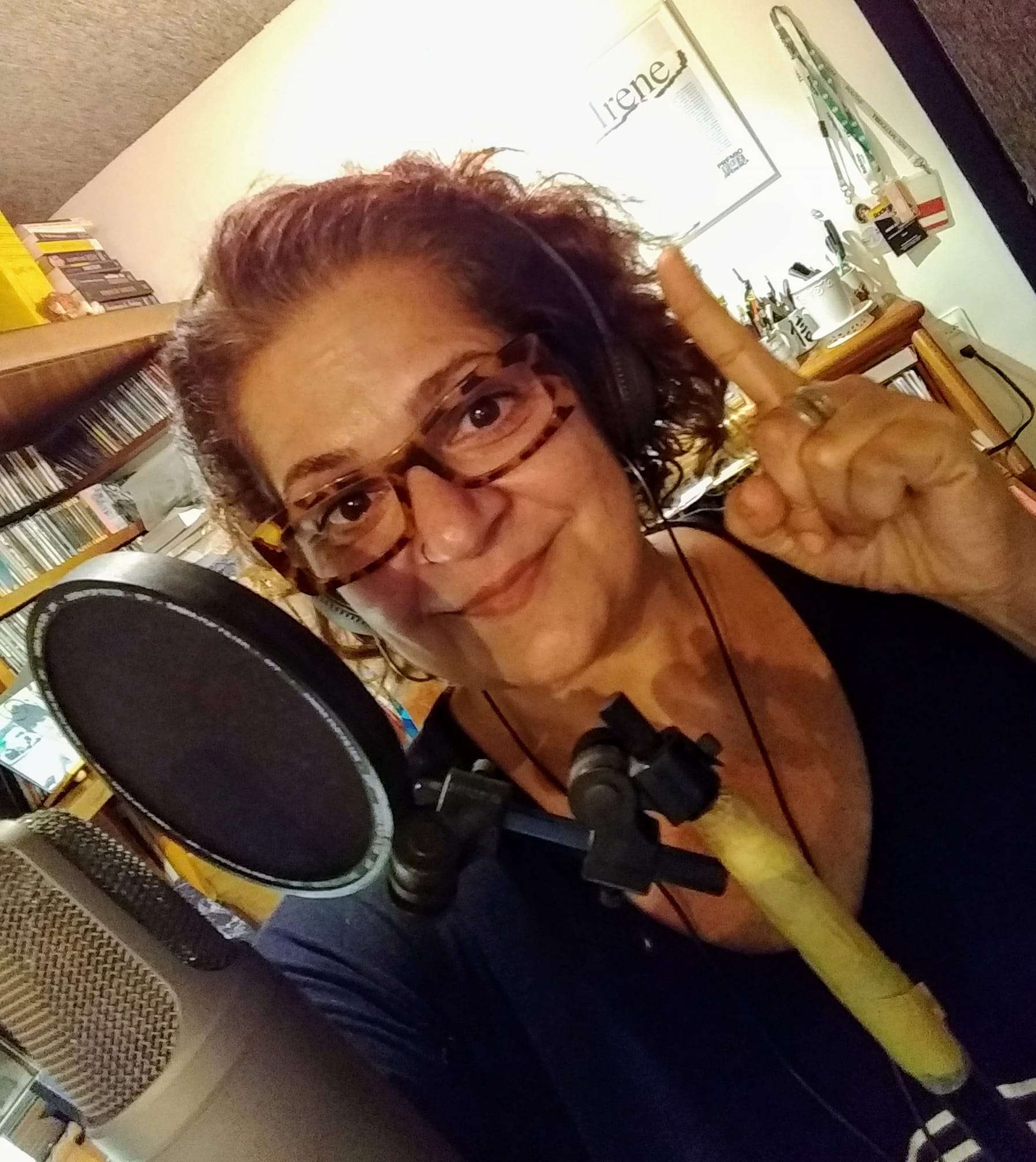

Andréa Dutra (Rio de Janeiro, 30 de junho de 1964) é uma cantora e compositora brasileira. Andrea Dutra é carioca, cantora e compositora, lançou cinco discos solo e vários singles. Desde os anos 80, canta regularmente no circuito profissional do Rio, casas de shows e teatros: brazilian jazz, jazz, samba, mpb e black music. Desde 2001 é integrante do grupo vocal Arranco de Varsóvia , vencedor do Prêmio Tim (da Música Brasileira) de Melhor Grupo de Samba, em 2006. Com o Arranco, tem cinco CDs, e um DVD e muitos shows pelo Brasil. Desde 2016 canta na Orquestra Lunar, ao lado de Áurea Martins.  
Andrea estudou dança, sapateado e teatro desde criança. Foi professora de balé e sapateado em diversas academias do Rio. Morou e foi à escola em Londres. Foi babysitter em Paris. Trabalhou como tradutora e intérprete. Fez sua formação musical na Pró-Arte, onde estudou canto, piano e teóricas, e fez curso de formação para professores de música. Trabalhou como professora de música em creche, pré-escola e ensino fundamental. Estudou piano com Délia Fischer e Caio Senna, e canto com Cristina Passos e Suely Mesquita. 
É formada em jornalismo pela UFF. Trabalhou durante 12 anos na imprensa escrita como repórter e subeditora na Coluna da Hilde, no Caderno H e na Revista de Domingo (Globo e Jornal do Brasil). Trabalhou no mercado editorial como revisora de tradução, revisora e tradutora (inglês-português) e, produz textos por encomenda, como o livro comemorativo dos 25 anos da Escola de Verão em Química Medicinal da Lassbio/UFRJ. 
Foi jurada do concurso Cultura Nota 10, da Secretaria de Cultura do Município do RJ, e parecerista de projetos inscritos em editais da mesma Secretaria. Mantém o blog Avant-dernières pensées há mais de 15 anos, e tem mais de um livro pronto pra publicar. Foi curadora da Editora Multifoco e produziu diversos textos institucionais, além de fazer assessoria de comunicação web para terceiros. 
De 2010 a 2020 foi residente da única casa internacional de jazz da Lapa, o Triboz, com o Andrea Dutra Quarteto. Foi residente, por cinco anos, da Modern Sound, tendo feito 275 shows por lá. Cantou no Ano do Brasil na França, no Palácio de Versailles, em 2005, e no Midem, a maior feira de música independente do planeta, em Cannes, representando o jazz brasileiro, em 2014. Trabalhou ao lado de Tim Maia, Sandra de Sá, Dona Ivone Lara, Alcione, Moyseis Marques, Emilio Santiago, Teresa Cristina, Chico Alves, Claudio Jorge, Áurea Martins, Martinho da Vila, Nelson Sargento, Casuarina, Grupo Semente e Arlindo Cruz e gravou com Mart'nália, com o baixista norte-americano Marcus Miller, e com Fatima Guedes. A faixa A linha e o linho, de Gilberto Gil, do seu CD O amor de uns tempos pra cá, foi tema de personagem do remake da novela Tititi, em 2010. 
Em 2017, Andrea estreou trabalho solo totalmente autoral, fez shows de Brazilian jazz em duo com Domingos Teixeira, e apresentou show todo voltado para a obra de Elton Medeiros, ao lado de Rafael Mallmith e João Camarero, no Teatro Café Pequeno, em Belo Horizonte, e na Casa do Choro, em 2018. Em março de 2019, lançou, nas plataformas digitais, o single Reconsidere, pela Mills Records, com produção de Muri Costa e arte de Beá Meira.
Realizou o show Agora esse mundo é meu, em homenagem à compositora Fatima Guedes, no Teatro Rival, em 2019 e na Sala Nelson Pereira dos Santos, em janeiro de 2020. Em 2020 lançou os singles Onde a dor vira beleza e Rua da Amargura (Eduardo Calil e Sandor Buys), ambos incluídos em playlists editoriais, na Apple Music e no Spotify, respectivamente. Foi finalista no Festival Toca 2020, com a composição Arrastão Carioca, de sua autoria. Durante a pandemia, estreou o programa de entrevistas Variações sobre o mesmo tema, sobre a profissão de músico e seus novos caminhos. Em setembro de 2020, ingressou no curso Música e negócios, na PUC – Rio de Janeiro. 
Em 2021 a Mills Records lançou o álbum Black Museu Brasileiro, em que Andrea canta suas composições, ao lado de canções consagradas de artistas da black music brasileira. Junto com o Arranco de Varsóvia lançou o álbum Samba de Cartola ao vivo. Mais uma vez, Andrea foi finalista do Festival Toca, com a composição Deixa Quieto. Em agosto, ingressou na pós-graduação em Pedagogia Vocal, na Faculdade Santa Marcelina, SP. 
```
Atua também como jornalista.
[
1
]
```

## Discografia
- Jamba
- Quarteto Moderno
- O amor de uns tempos pra cá
- Black Museu Brasileiro
- Andréa Dutra